# Бакоты

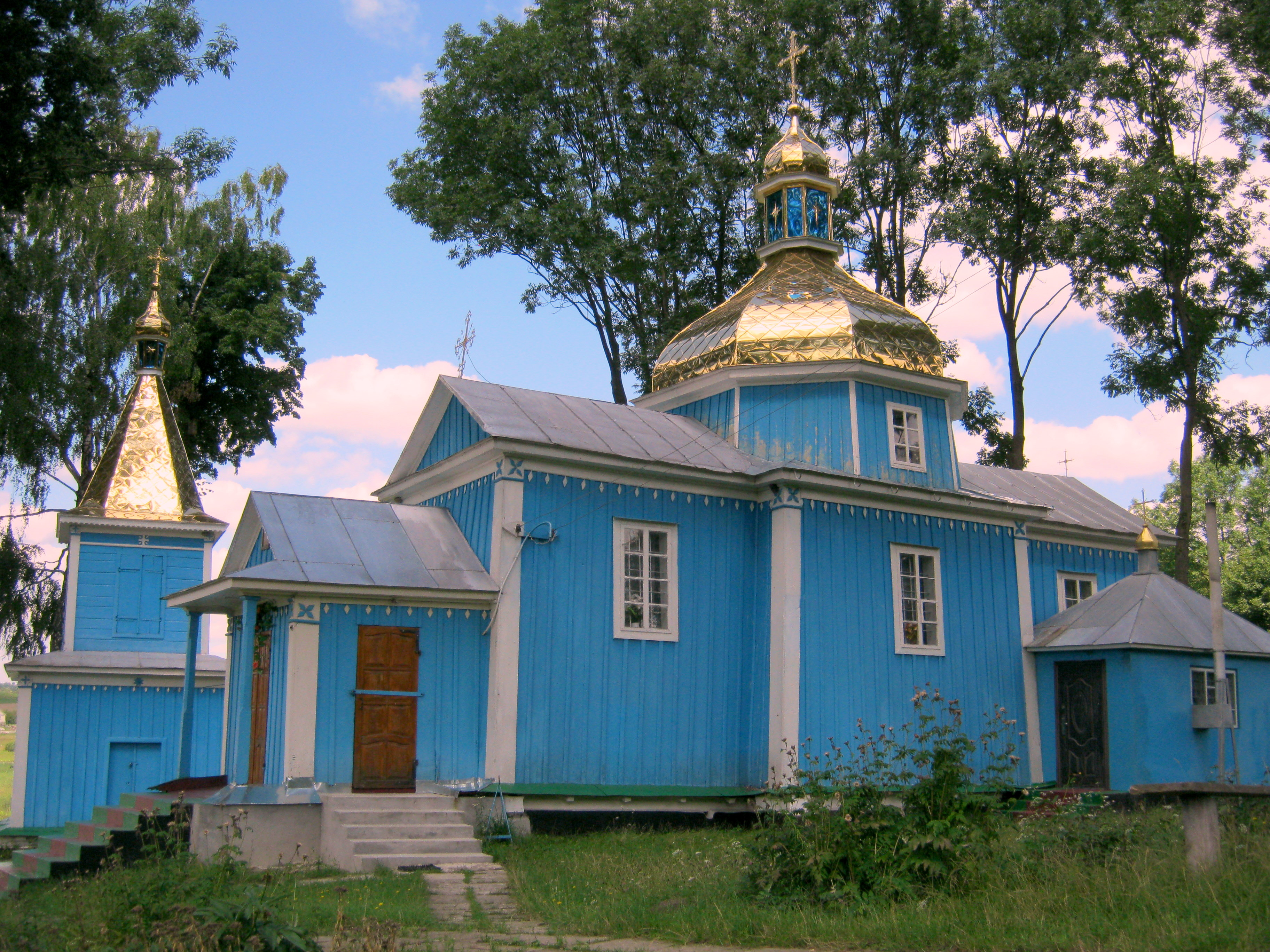
Церковь Собора Пресвятой Богородицы (1913 г. постройки)

Бакоты (укр. Бакоти — село в Вишневецкой поселковой общине Кременецкого района Тернопольской области Украины. Основано в 1423 году.
Код КОАТУУ — 6123485102.

## Географическое положение
Село Бакоты находится на правом берегу реки Горынь, выше по течению на расстоянии в 0,5 км расположено село Устечко, ниже по течению на расстоянии в 1 км расположено село Поляны, на противоположном берегу — село Млыновцы.

## Население
Население по переписи 2001 года составляло 275 человек.

### Языковой состав
Родной язык населения по данным переписи 2001 года:
| Язык       | Численность, чел. | Доля     |
| ---------- | ----------------- | -------- |
| Украинский | 274               | 99,64 %  |
| Другое     | 1                 | 0,36 %   |
| Итого      | 275               | 100,00 % |

## Известные уроженцы
В селе родился историк-славист Митрофан Васильевич Бречкевич (1870—1963).